# Гриндейл (Новый Южный Уэльс)
Гринде́йл (англ. Greendale) — пригород Сиднея в районе Ливерпуль (Юго-западный Сидней, штат Новый Южный Уэльс, Австралия). Он расположен в 50,6 км к западу от центрального делового района Сиднея. Административное управление Гриндейлом осуществляет Городской совет Ливерпуля.
Рядом находятся другие пригороды Сиднея: Уолешия, Ладденхем, Сильвердейл, Бринджелли, Веромби, Коббитти.

## История
Гриндейл изначально был местом проживания племени малгоа народа даруг. Первым британским исследователем, посетившим этот район, был ботаник Джордж Кейли в 1800 году. Впервые земельные участки в этом районе были зарегистрированы в 1811 году. Грант на участок был выдан Эллису Бенту, который был судьей-адвокатом колонии. В его честь названа рекреационная зона Бентс-Басин на реке Непин. Другие участки принадлежали Джону Берчу, Дж. Т. Кэмпбеллу, Г. Т. Палмеру, Джону Палмеру и Сэмюэлу Фаулеру. Участок Джона Берча в 1813 году был пожалован его жене, Мэри Берч, которая назвала свою собственность Гриндейл, однако в 1819 году Джон Берч продал участок Д’Арси Уэнтворту. Уэнтворт уже имел собственность в этом районе, а его брат Джордж приобрёл участок Эллиса Бента «Мулси» и построил дом, который назвал Гриндейл-Хаус. К 1902 году Джон Мэйн приобрёл большую часть Гриндейла.
Район Гриндейл в конце XIX века-начале XX века был процветающим районом, где выращивали пшеницу примерно с 1815 по 1861 годы. В 1861 и в 1863 году бурая ржавчина пшеницы поразила весь урожай. Местные фермеры безуспешно пытались выращивать другие культуры и постепенно перебрались в другие пастбищные районы. Город, появившийся в этом районе, был фактически уничтожен. Пекарня в Гриндейле закрылась в 1907 году, а почтовое отделение, которое обеспечивало ежедневную доставку почты и газет, закрылось в 1915 году. Школа закрылась в 1925 году. После смерти в 1924 году Джона Мэйна, Гриндейл был продан в 1928 году Уильяму Матчетту. Лесной пожар 1939 года уничтожил практически все оставшиеся в городе здания, за исключением церкви святого Марка. Затем владение перешло к двум сёстрам Матчетт, которые продали участок в начале 1960-х гг. Вулстенхолму. Тот, в свою очередь, разделил Гриндейл на участки по 25 акров (около 10 га) для продажи.
В период расцвета в Гриндейле были построены две церкви. Одна из них, Англиканская церковь святого Марка, была построена по проекту Эдмунда Блэкета и освящена епископом Бротоном 12 ноября 1849 года. Первый брак в ней был заключен 29 апреля 1850 года. Энн Элизабет Уэнтворт была похоронена на церковном кладбище в 1851 году, и надпись на её надгробии гласила, что на её похоронах присутствовало «830 безутешных друзей и соседей». В 1903 году церковь святого Марка была сильно повреждена циклоном. Прихожане восстановили её к 1910 году. Последняя служба в ней прошла в январе 1929 года. Над восстановлением церкви работала компания «Sir Joseph Banks' Rover». Впоследствии крыша снова была разрушена, и начался вандализм. В 1980 году церковь святого Марка была куплена и отреставрирована под семейный дом.
Другой церковью была Римско-католическая церковь, которая стояла рядом с церковью святого Марка на участке, первоначально принадлежавшем Сэмюэлю Фаулеру. С 1848 года и по крайней мере до 1874 года в здании церкви работала католическая школа. До 1900 года в церкви служил приходской священник из Пенрита, но после 1900 года церковь использовалась лишь изредка. Позже она была перенесена и присоединена к старому дому в Уолешии. Однако кладбище осталось, и в 1990 году здесь были перезахоронены останки, ранее погребённые в церкви святого Франциска Ксаверия в Лудденхеме, а в 1996 году на этом месте была открыта часовня святого Франциска Ксаверия.
Сегодня в пригороде проживает несколько сотен человек, но объектов, характерных для центра города здесь нет. Местность представляет собой типичный сельский ландшафт.

## Население
Согласно данным переписи населения 1996 года население Гриндейла составляло 776 человек.
Перепись населения Австралии 2016 года показала, что в Гриндейле проживало 348 человек, из которых мужчины составляли 51,6 % населения, а женщины — 48,4 %. Аборигенов и жителей островов Торресова пролива насчитывалось 7 человек (2,1 % населения Гриндейла). Средний возраст жителей Гриндейла составлял 35 лет. Дети в возрасте до 14 лет составляли 23,7 % населения, а люди в возрасте 65 лет и старше — 12,4 % населения. Среди жителей Гриндейла в возрасте 15 лет и старше 51,8 % состояли в браке, а 7,9 % были разведены или проживали раздельно, 50,2 % состояли в зарегистрированном браке и 4,6 % — в гражданском. В Гриндейле 33,2 % жителей посещали учебные заведения. Из них 28,4 % учились в начальной школе, 15,6 % в средней школе и 9,2 % в высшем или техническом учебном заведении. Среди людей в возрасте 15 лет и старше в Гриндейле 8,9 % сообщили, что закончили 12-й класс, 15,9 % получили сертификат III или IV, а 4,7 % получили диплом
.
По происхождению наиболее распространенными группами в Гриндейле были: австралийцы 20,2 %, англичане 17,9 %, мальтийцы 11,4 %, итальянцы 6,9 % и ирландцы 5,7 %. Респонденты имели возможность указать в бланке переписи до двух стран происхождения. В Гриндейле 69,8 % людей родились в Австралии. Другими распространенными странами рождения были: Мальта 3,6 %, Китай (за исключением Специальных административных районов Китая — Гонконга и Макао, и Тайваня) 3,3 %, Шотландия 1,2 %, Италия 1,2 % и Соединенные Штаты Америки 1,2 %. Среди населения Гриндейла 47,4 % имели обоих родителей, родившихся в Австралии, и 32,2 % людей имели обоих родителей, родившихся за границей. В Гриндейле наиболее распространенными странами рождения отцов были Австралия — 53,8 %, Мальта 9,5 %, Китай (исключая Гонконг, Макао и Тайвань) 4,4 %, Италия 2,8 % и Соединенные Штаты Америки 2,5 %; страны рождения матерей были Австралия — 55,2 %, Мальта — 7,9 %, Китай (исключая Гонконг, Макао и Тайвань) — 4,3 %, Нидерланды — 3,7 % и Италия — 3,0 %. В Гриндейле 50,0 % аборигенов и/или жителей островов Торресова пролива были мужчинами и 50,0 % женщинами. Средний их возраст составлял 16 лет.
Наиболее распространенными ответами на вопрос о религии в Гриндейле были следующие: католик — 40,6 %, не указано — 16,4 %, атеисты — 15,5 %, англикане — 12,2 %, пресвитериане и реформаты 4,5 %. В Гриндейле христиане были самой многочисленной религиозной группой — 78,0 % (эта цифра не включает ответы «не указано»). В Гриндейле 67,3 % людей говорили дома только на английском языке. Другими языками, на которых люди общались дома, были: мальтийский 5,6 %, кантонский 2,9 %, греческий 2,3 %, итальянский 2,0 % и тонганский 2,0 %.
За неделю до переписи в Гриндейле насчитывалось 162 трудоспособных человека. Из них 61,1 % были заняты полный рабочий день, 25,9 % были заняты неполный рабочий день и 8,0 % были безработными. Из числа занятых в Гриндейле 8,7 % работали от 1 до 15 часов, 10,7 % — от 16 до 24 часов и 48,0 % — 40 часов и более в неделю. Наиболее распространенными профессиями в Гриндейле были менеджеры —21,8 %, операторы машин и водители — 17,0 %, канцелярские и административные работники — 16,3 %, техники и ремесленники — 12,9 % и специалисты — 9,5 %. Из числа занятых в Гриндейле 9,8 % работали в сфере выращивания овощей (на открытом воздухе). Другие основные отрасли занятости включали птицеводство — 8,0 %, молочное животноводство — 7,1 %, пабы, таверны и бары — 5,4 %, супермаркеты и продуктовые магазины — 4,5 %. Медианный недельный личный доход для людей в возрасте 15 лет и старше в Гриндейле составил 720 австралийских долларов. В Гриндейле в день переписи населения наиболее распространенными способами поездки на работу для занятых были: за рулём личного автомобиля — 54,6 %, работа дома —17,1 %, грузовик — 6,6 %. Другими распространенными ответами были: автомобиль, в качестве пассажира — 3,9 %, ходьба пешком — 3,3 %. В день 4,6 % занятых использовали общественный транспорт (поезд, автобус, паром, трамвай/легкорельсовый транспорт) в качестве хотя бы одного из способов передвижения на работу, а 60,3 % использовали автомобиль (в качестве водителя или пассажира). В Гриндейле среди людей в возрасте 15 лет и старше 66,4 % выполняли неоплачиваемую работу по дому за неделю до переписи. За две недели до переписи 30,7 % ухаживали за детьми, а 13,2 % помогали членам семьи или другим людям из-за инвалидности, длительной болезни или проблем, связанных со старостью. За год до переписи 8,0 % людей выполняли добровольную работу в организации или группе. Среди людей, выполнявших неоплачиваемую работу по дому за неделю до переписи в Гриндейле 25,9 % работали от 5 до 14 часов, 10,5 % — от 15 до 29 часов и 11,3 % — 30 часов и более.
Из семей в Гриндейле 50,6 % составляли семьи с детьми, 29,1 % — семьи без детей и 20,3 % — семьи с одним родителем. В Гриндейле 20,0 % одиноких родителей были мужчинами и 80,0 % — женщинами. Среди семей с детьми в 22,7 % случаев оба партнера работали полный рабочий день, в 9,3 % случаев оба работали неполный рабочий день и в 10,7 % случаев один работал полный рабочий день, а другой — неполный.
В Гриндейле 93,1 % частных жилищ были заняты, а 6,9 % — не заняты. Из занятых частных жилищ в Гриндейле 100,0 % были отдельными домами. В Гриндейле 3,4 % занятых частных жилищ имели 2 спальни и 32,2 % — 3 спальни. Среднее количество спален на одно занятое частное жилище составляло 4. Средний размер домохозяйства составлял 3,1 человека. Из занятых частных жилых помещений в Гриндейле 44,9 % находились в прямой собственности, 15,7 % — в ипотечной собственности и 39,3 % — в аренде. Из всех домохозяйств 81,1 % были семейными, 18,9 % — домохозяйствами с одним человеком. 17,4 % домохозяйств имели еженедельный доход менее 650 австралийских долларов и 19,8 % домохозяйств имели еженедельный доход более 3000 долларов. 24,7 % занятых частных жилищ имели один зарегистрированный автомобиль, стоящий в гараже или на парковке по адресу, 30,3 % имели два зарегистрированных автомобиля и 41,6 % имели три или более зарегистрированных автомобилей. В 85,2 % домохозяйств по крайней мере один человек имеет доступ в Интернет из дома. Это может быть настольный/ноутбук, мобильный или смартфон, планшет, музыкальный или видеоплеер, игровая приставка, смарт-телевизор или любое другое устройство.

## Образование
Дошкольники и младшие школьники Гриндейла до 6 класса могут посещать школу в Уолешии (англ. Wallacia Public School), школьники 7—12-х классов посещают среднюю школу Гленмур-парк.
В Гриндейле расположена ферма Джон-Брюс-Пай Сиднейского университета. Коатс-парк, ферма Волвертон, ферма Джон-Брюс-Пай и территория школы Гриндейл составляют 466 гектаров, на которых расположены предприятия по откорму крупного рогатого скота. Ферма Джон-Брюс-Пай используется для обучения и исследований в качестве демонстрационной фермы смешанного типа.

## Досуг
В Гриндейле, на реке Непин, находится рекреационная зона Бентс-Басин. Это охраняемый природный заповедник и государственный парк. Озерная котловина, образовавшаяся при выходе реки Непин из ущелья Хоксбери (Сиднейский песчаник), является популярным местом для купания, здесь есть кемпинг и образовательный центр, которым пользуются местные школьные группы. Кроме того, на территории заповедника находится большой лесной массив и обитают местные дикие животные. Это единственное место для пикника вдоль реки Непин и один из самых популярных водных парков для пикников в Большом Западном Сиднее.